# Goyon

Stammwappen der Goyon

Goyon ist eine Familie des bretonischen und normannischen Adels. 
Ein Zweig der Goyon erbte durch Einheirat in das Haus Grimaldi 1731 den monegassischen Thron und regierte im Mannesstamm bis 1949 als Haus Goyon-Grimaldi das Fürstentum Monaco. 

## Geschichte
Sie tritt zu Beginn des 13. Jahrhunderts erstmals als Herren von La Roche-Goyon auf. Seit dem Ende des Jahrhunderts nannte sich die Familie nach einem weiteren Besitz Goyon de Matignon. Aus der Familie stammen zwei Marschälle, mehrere Bischöfe (Coutances, Condom und Lisieux) sowie die Grafen von Thorigny. 
Die Goyon de Matignon bestiegen 1731 durch die Ehe zwischen Jacques de Goyon de Matignon und Louise-Hippolyte Grimaldi den Thron des Fürstentums Monaco. Jacques de Goyon nahm den Namen Grimaldi an, seine Nachkommen regierten das Fürstentum im Mannesstamm bis 1949. Durch die Heirat der Charlotte von Monaco mit dem Grafen Pierre de Polignac, Duc de Valentinois, 1920 entstand die heute regierende Linie Polignac-Grimaldi (auch Grimaldi-Valentinois genannt).
Jacques de Goyon de Matignon war auch seit 1723 Besitzer des nun nach ihm benannten Hôtel Matignon in Paris, das im 19. Jahrhundert die Residenz des österreichischen Botschafters war, bevor es zur Residenz des Premierministers wurde.

## Stammliste (Auszug)

### Bis zum Beginn des 15. Jahrhunderts

Siegel um 1220

1. Siegel um 1220 Étienne I. Goyon, um 1220 Seigneur de La Roche-Goyon et de Plévenon; ⚭ Luce, Dame de Matignon, Tochter von Denys, Seigneur de Matignon
  1. Hugues, Seigneur de La Roche-Goyon
    1. Raoul
    2. Denise, † 1284, Dame de Matignon, ⚭ Robert, Vicomte de Merdrignac

Siegel 1289

  2. Siegel 1289 Alain I., Seigneur de Lanquenan, de Pagalet et da Galoia ; ⚭ Luce de La Roncerie
    1. Ètienne II, Seigneur de Lanquenan
      1. Alain II., Seigneur de Lanquenan ; ⚭ Mathilde
        1. Bertrand I., Seigneur de Matignon
          1. Étienne III., Seigneur de Matignon et de La Roche-Goyon ; ⚭ I Jeanne ; ⚭ II Alix Paynel
            1. (I) Alain III., ⚭ Jacqueline de Rieux
              1. Bertrand II., Seigneur de Matignon ; ⚭ Jeanne, Tochter von Roland de Dinan, Seigneut de Montasilant
                1. Bertrand III., † 1407, Seigneur de Matignon et de La Roche-Goyon ; ⚭ Marie, Tochter von Jean, Seigneur de Rochefort – Nachkommen siehe unten

              2. Étienne, Seigneur de Launay-Goyon ; ⚭ I Mahaut, Tochter von François du Bois ; ⚭ II Thomine, Tochter von Louis de Dinan, Seigneur de Montasilant – Nachkommen, die Marquis de La Moussaie

            2. (I) Marguerite ; ⚭ Gilbert II. Seigneur du Cambout

### Ab dem Beginn des 15. Jahrhunderts
1. Bertrand III., † 1407, Seigneur de Matignon et de La Roche-Goyon ; ⚭ Marie, Tochter von Jean, Seigneur de Rochefort – Vorfahren siehe oben

Wappen 1448

  1. Wappen 1448 Jean, † 1451, Seigneur de Matignon et de La Roche-Goyon ; ⚭ Marguerite Baronne de Thorigny, Tochter von Olivier de Mauny, Baron de Thorigny, † 1469
    1. Bertrand IV., † 1480 Seigneur de Matignon et Baron de Thorigny ; ⚭ Jeanne, Tochter von Jean du Perrier, Comte de Quintin, † 1497
      1. Tristan, † 1466, Seigneur de Quintin,
      2. Jean, † 1498, Seigneur de Boisglé
      3. François, † 1510, Seigneur de Villebagues
        1. Étienne, Seigneur de Villebagues

      4. Gui, † 1497, Seigneur de Matignon et de La Roche-Goyon, Baron de Thorigny´ ; ⚭ Péronne, Tochter von Jean, Seigneur de Jeucourt
        1. Joachim, † 1549, Seigneur de Matignon, ⚭ Françoise, Tochter von Jean de Daillon, Seigneur du Lude (Haus Daillon)
        2. Jacques I., † 1537, Seigneur de La Roche-Goyon, Baron de Thorigny ; ⚭ Anne, Dame de Lonray, Tochter von François de Silly, Seigneur de Lonray
          1. Jacques II. de Goyon de Matignon, † 1599, Seigneur de Matignon, de La Roche-Goyon, Baron de Thorigny, 1565 Comte de Thorigny et Prince de Mortagne, 1579 Marschall von Frankreich ; ⚭ Françoise, Tochter von Jean II.de Daillon, Comte du Lude
            1. Odet, † 1595, Comte de Thorigny; ⚭ Louise, Comtesse de Maure, Tochter von Charles, Comte de Maure
            2. Lancelot, Seigneur de Lonray

Wappen seit der Heirat mit Eleonore de Longueville

            3. Wappen seit der Heirat mit Eleonore de Longueville Charles, † 1648, Seigneur de Matignon, Comte de Thorigny, Baron de Saint-Lô, Prince de Mortagne ; ⚭ Eléonore, Tochter von Léonor, duc de Longueville
              1. Jacques, † 1626, Comte de Thorigny ; ⚭ Marie Henriette, Dame de Chaumont, Tochter von Philibert de La Guiche, † 1682 (Haus La Guiche)
              2. Catherine-Gillonne, ⚭ François, duc de La Rocheguyon, † 1628
              3. Léonor, 1632–1646 Bischof von Coutances, 1646–1680 Bischof von Lisieux
              4. François, † 1675, Seigneur de Matignon, Comte de Thorigny, de Gacé, Marquis de Lonray ; ⚭ Anne, Tochter von Claude Malon, Seigneur de Bercy, † 1688
                1. Henri, † 1681, Seigneur de Matignon, Comte de Thorigny ; ⚭ Marie Françoise Dame de La Luthumière, Tochter von François, Seigneur de La Luthumiére
                  1. Charlotte ; ⚭ Jacques III., Seigneur de Matignon, † 1725 (siehe oben)
                  2. Jean-Louis, † 1671, Marquis de Lonray
                  3. Catherine-Thérèse, † 1699 ; ⚭ I Jean-Baptiste Colbert, Marquis de Seignelay, † 1690 (Haus Colbert); ⚭ II Charles, Comte de Marsan, † 1708 (Haus Guise)
                  4. Françoise, Marquis de La Luthumière, † 1673

                2. Léonor, Bischof von Lisieux 1680–1714
                3. Charles, † 1674, Comte de Gacé,
                4. Jacques, † 1727, Bischof von Condom 1671–1693
                5. Jacques III., † 1725, Seigneur de Matignon et de La Roche-Goyon, Comte de Thorigny, Baron de Saint-Lô, Seigneur du Duché d’Estouteville, Generalleutnant ; ⚭ Charlotte, Tochter von Henri, Seigneur de Matignon† 1721 (siehe unten) 

Wappen Grimaldi von Monaco

                  1. Wappen Grimaldi von Monaco Jacques I. François, † 1751, Seigneur de Matignon, Seigneur du Duché d’Estouteville, 1715 Duc de Valentinois, Comte de Thorigny, 1731 Co-Fürst von Monaco, Regent von Monaco, tritt zurück, Pair von Frankreich, nimmt den Namen Grimaldi an ; ⚭ Louise, Duchesse de Valentinois, Tochter von Antoine I. Prince de Monaco – Nachkommen : die Fürsten von Monaco (bis 1949 im Mannesstamm)
                  2. Catherine Elisabeth, † 1706 ; ⚭ Louis Comte de Gacé (siehe unten)

                6. Charles Auguste, † 1729, Comte de Gacé, 1708 Marschall von Frankreich; ⚭ Marie Elisabeth, Tochter von François Berthelot, † 1702
                  1. Louis-Jean, Comte de Gacé, de Montmartin, Baron de Gié ; ⚭ I Catherine, Tochter von Jacques I., Seigneur de Matignon, † 1706 (siehe oben) ; ⚭ II Anne-Marie, Tochter von François Marquis de Châteaurenaud
                  2. Eléonor, 1721 Bischof von Coutances
                  3. Marie-Thomas, Comte de Bongay et d’Ormoy ; ⚭ Edme, Comtesse de Bombon, Tochter von Basile de Brenne, Comte de Bombon
                  4. Marie Anne, ⚭ Henri de Gavre, Marquis de Solas

            4. Gillonne, † 1641 ; ⚭ Pierre d’Harcourt, Marquis de Beuvron (Haus Harcourt)
            5. Anne, ⚭ René de Charbonnel, Marquis de Canisy

          2. Anne ; ⚭ Olivier de Maridor, Seigneur de Vaux

  2. Lancelot, Seigneur du Lude et de La Roche-Goyon
  3. Isabeau ; ⚭ I Pierre II. d’Amboise Seigneur d’Amboise, † 1422 (Haus Amboise); ⚭ II Thomas Ston, Seigneur de Langeais, ⚭ III Geoffroy de Tremereuc